# Bélgica nos Jogos Olímpicos de Verão de 2004
A Bélgica competiu nos Jogos Olímpicos de Verão de 2004, em Atenas, na Grécia.

## Medalhistas

### Ouro
- Tênis - Simples feminino: Justine Henin-Hardenne

### Bronze
- Ciclismo -  Corrida em estrada masculino: Axel Merckx
- Judô -  Peso meio-leve feminino (até 52 kg): Ilse Heylen

## Desempenho

### Remo
Masculino
| Equipe      | Evento        | Eliminatórias | Eliminatórias | Repescagem | Repescagem | Semifinal | Semifinal | Final   | Final                |
| Equipe      | Evento        | Tempo         | Posição       | Tempo      | Posição    | Tempo     | Posição   | Tempo   | Posição (Pos. final) |
| ----------- | ------------- | ------------- | ------------- | ---------- | ---------- | --------- | --------- | ------- | -------------------- |
| Tim Maeyens | Skiff simples | 7m17s68       | 1º S A/B/C    | BYE        | BYE        | 6m50s33   | 2º FA     | 7m01s74 | 6º (6º)              |